# Ilias Chair
Ilias Chair (en arabe : إلياس شاعر), né le 30 octobre 1997 à Anvers en Belgique, est un footballeur international marocain d'origine polonaise par sa mère, il évolue au poste de milieu de terrain aux Queens Park Rangers.
Formé à l'Académie Jean-Marc Guillou, Ilias Chair fait ses débuts professionnels en Belgique avec le K Lierse SK, avant de s'engager aux Queens Park Rangers.
Possédant la double nationalité belgo-marocaine, il passe sa jeunesse dans les catégories inférieures de l'équipe du Maroc, avant de faire ses débuts en équipe première sous Vahid Halilhodžić en 2021, prenant part à la Coupe d'Afrique 2021 et la Coupe du monde 2022.

## Biographie

### Naissance, origines et débuts dans le football (1997-2014)
Ilias Chair est le fils de Abdelkrim Chair, d'origine marocaine et de Michalina Karaskiewicz (renommée Chayma depuis sa conversion à l'islam), d'origine polonaise. Son père Abdelkarim arrive en Belgique dans les années 1980 en provenance de Tanger. Il passe sa scolarité aux côtés de Michalina, arrivée en Belgique avec ses parents en provenance du village polonais Wambierzyce à la recherche d'un avenir meilleur. La famille de Michalina est originaire et réside à Nowa Ruda au sud de la Pologne. Ilias Chair naît à Anvers et grandit à Edegem en Belgique. Il possède le néerlandais comme langue maternelle, apprend l'arabe marocain par ses parents et suit des cours de français à partir de l'âge de quatorze ans à l'école. Il a quatre petits frères. Alors qu'il n'a que sept mois, il reçoit déjà un premier ballon comme cadeau.
Âgé de cinq ans, il est repris par l'équipe du Germinal Beerschot pour un tournoi de jeunes. Alors que ses parents se présentent dans les tribunes pour un match face aux jeunes du RSC Anderlecht, il s'avère qu'Ilias débute sur le banc et ne fait aucune entrée en jeu. Les parents décident alors de désinscrire Ilias du club. Moqué par ses coéquipiers et rejeté par les entraîneurs pour sa petite taille, Chair adopte un complexe physique qui motive sa mère à encourager mentalement son fils.
Ilias intègre l'académie du Club Bruges à l'âge de neuf ans avant de s'engager au JMG Academy (en) de Lierre mise en place par Jean-Marc Guillou. Il est ensuite invité pour passer des tests au Lierse SK. Côtoyant beaucoup d'amis de quartier à Anvers, un grand nombre de son entourage prend la direction d'une carrière dans la criminalité.

### Carrière en club

#### Formation au Lierse SK (2014-2017)
Le 1er décembre 2014, Ilias Chair signe son premier contrat professionnel avec le Lierse SK en provenance du JMG Academy (en) de Lierre. Il évolue alors avec l'équipe réserve mais s'entraîne souvent avec l'effectif professionnel composée d'Anas Tahiri, Sabir Bougrine ou encore Brahim Sabaouni évoluant en deuxième division belge sous l'entraîneur Slaviša Stojanovič.
Le 9 août 2015, il fait ses débuts professionnels à l'âge de dix-sept ans à l'occasion de la première journée de la saison en de deuxième division belge face au KVV Coxyde, remplaçant Souleymane Diomande (en). Un mois plus tard, il débute pour la première fois en tant que titulaire face au Cercle Bruges KSV (défaite, 2-3). Il termine sa première saison à la septième place de la deuxième division belge.
Ilias Chair déclare lors d'une interview : « À 18 ans, j'ai demandé au club quel était mon avenir et ils m'ont fait comprendre que je pouvais partir si je le voulais car je n'étais pas un élément nécessaire, qu'ils recherchaient d'autres types de joueurs. Le problème était que j'étais très petit de taille. Chaque année, je devais leur prouver le contraire ».
Lors de la saison 2016-17, il passe l'entièreté de la saison sur le banc, sans pour autant entrer en jeu. Il joue régulièrement ses matchs en équipe B dans le championnat amateur. Le club est à la recherche d'une stabilité, Ilias Chair voit en l'espace de trois ans, cinq entraîneurs différents, notamment Slaviša Stojanovič (2014-2015), Herman Helleputte (2015), Olivier Guillou (2015), Younes Zerdouk (en) (2015) et Éric Van Meir (2015-2017). En janvier 2017, il rate son test au RB Leipzig à cause de sa taille avant de s'envoler vers l'Angleterre pour être testé à Leicester City FC. N'étant pas le seul Belge à Leicester, d'autres jeunes joueurs de formations belges sont recrutés, ne laissant aucune chance à Ilias.

#### QPR et prêt (depuis 2017)
Le 21 janvier 2017, il signe dans le club londonien du Queens Park Rangers pour un montant de 50 000 euros. Il dispute ses premiers matchs avec l'équipe réserve aux côtés de Niko Hämäläinen.
Le 8 août 2017, il fait ses débuts dans un match face à Northampton Town en EFL Cup, où il entre en jeu à la 63e minute à la place de Luke Freeman. Chair marque son premier but le 28 avril 2018 dans un match de championnat face à Birmingham City. Il termine sa première saison en Angleterre à la quinzième position dans le classement de Championship. Il dispute au total quatre matchs en championnat et trois autres en Coupe d'Angleterre.
Le 31 janvier 2019, Ilias Chair est prêté pendant six mois au Stevenage FC en League Two (quatrième division anglaise). Sous-estimé par la direction de son club à cause de son problème de taille, il déclare : « Je sais qu'il (Steve McClaren, ancien président des QPR) ne voulait pas de moi dans l'effectif, alors je me suis donné le but de lui prouver qu'il a tort. » Ilias Chair dispute alors ses premiers matchs sous le maillot du Stevenage FC. Lors de son troisième match, il marque un doublé face à Lincoln City, club en tête du classement de la quatrième division anglaise. Lors de son passage au Stevenage FC, son entraîneur Noureddine Maamria décrit le joueur comme étant le meilleur joueur de l'histoire à avoir porté les couleurs du club. Le 31 mai 2019, il retourne chez les Queens Park Rangers et y dispute quatre matchs en championnat et quatre autres en Coupe d'Angleterre. Il termine sa deuxième saison à la dix-neuvième place du classement de Championship.

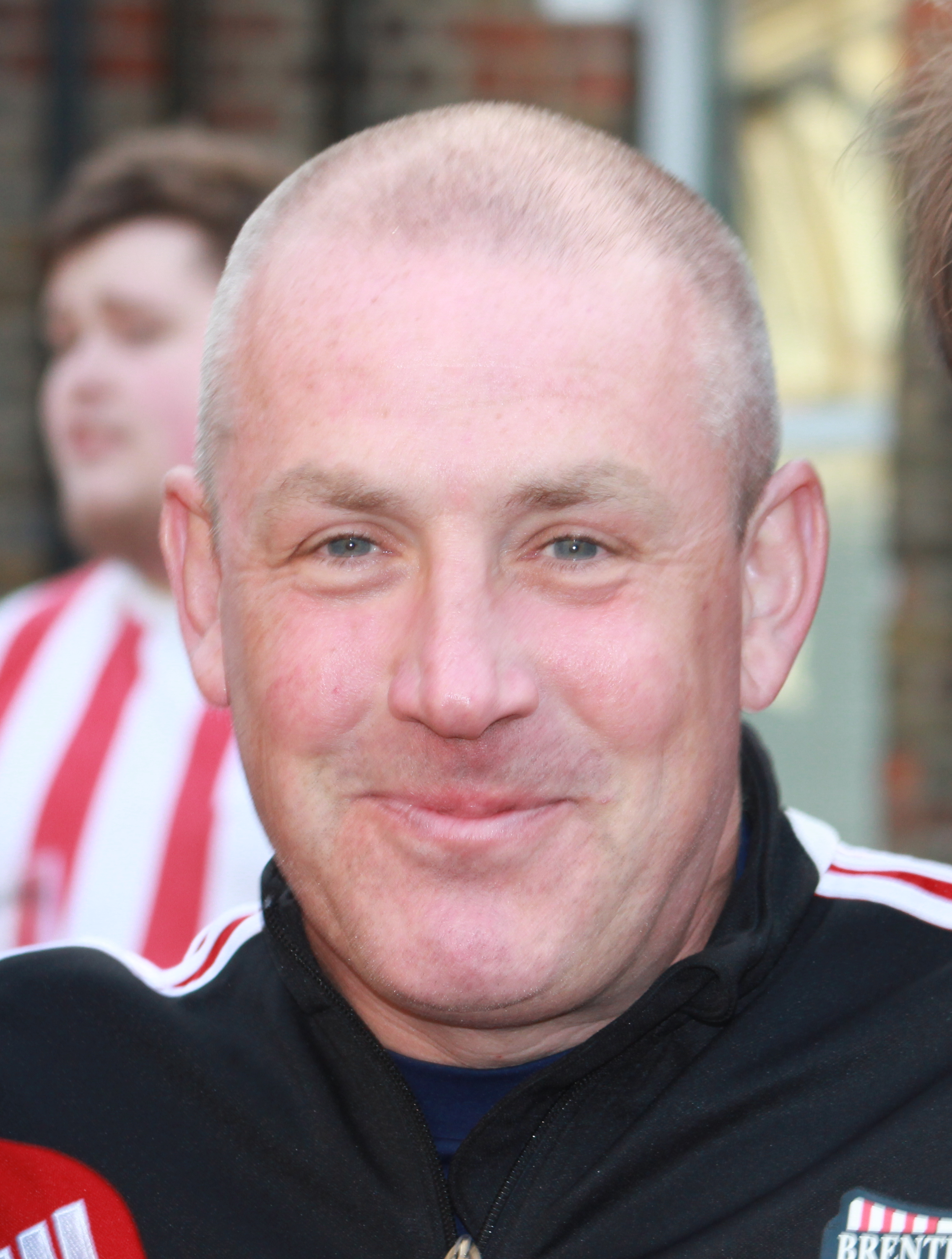
Mark Warburton (ici en 2014) est l'entraîneur de Chair entre 2019 et 2022.

À l'occasion du début de saison 2019-20, Ilias Chair prolonge son contrat avec les Queens Park Rangers en septembre 2019 de trois saisons en plus, sous l'entraîneur Mark Warburton. Le 29 janvier 2021, Ilias Chair prolonge à nouveau son contrat de quatre ans et demi (jusqu'en 2015). Ilias Chair s'impose rapidement en tant qu'élément clé de l'effectif et dispute en total 41 matchs de championnat, marque quatre buts et délivre six passes décisives. En Coupe d'Angleterre, il marque un but et délivre une passe décisive en quatre matchs. Ilias Chair termine sa troisième saison à la treizième place de Championship. Lors de la saison 2020-21, Ilias Chair dispute 25 matchs en championnat, marque trois buts et délivre deux passes décisives. En Coupe d'Angleterre, il dispute deux matchs et délivre une passe décisive. Les Queens Park Rangers terminent la saison à la neuvième place de Championship.
Le 21 août 2021, il inscrit son premier but de la saison 2021-22 en Championship face à Barnsley FC (match nul, 2-2). Le 21 septembre, il délivre une passe décisive à Charlie Austin après un dribble réussit face à Everton FC en League Cup (match nul, 2-2). Une semaine plus tard, il mène son équipe à battre Birmingham City (2-0) lors de la dixième journée en Championship en inscrivant un doublé. Le 2 octobre 2021, il marque le but victorieux en championnat à la 74e minute face à Preston North End FC sur une passe décisive de Lyndon Dykes (victoire, 3-2). Le 19 octobre, il marque l'unique but du match face à Blackburn Rovers FC sur une passe décisive de Robert Dickie et offre la victoire à son équipe (victoire, 1-0). Le 23 octobre, il marque à nouveau un but face au Peterborough United FC (défaite, 2-1). Le 26 octobre, il est éliminé de la Coupe de la Ligue anglaise après une séance de penaltys face à Sunderland AFC (match nul, 0-0). Le 19 novembre, il délivre une passe décisive impressionnante à Chris Willock face à Luton Town FC (victoire, 2-0). Le 9 février 2022, il marque un but à la 29e minute sur une passe décisive de Christopher Willock face à Middlesbrough FC, cédant sa place à la 60e minute à Jeff Hendrick (match nul, 2-2). Le 19 février, il égalise à la 75e minute face à Hull City AFC sur une passe décisive de Moses Odubajo (match nul, 1-1). Il termine la saison à la onzième place du classement du championnat en comptabilisant un nombre de 39 matchs joués, neuf buts marqués et cinq passes décisives délivrées.
Le 30 juillet 2022, il dispute son premier match de Championship de la saison 2022-23 face à Blackburn Rovers FC (défaite, 1-0). Le 13 août 2022, il marque son premier but de la saison sur coup franc face à Sunderland AFC (match nul, 2-2). Le 27 août 2022, il inscrit un but contre Watford FC sur une passe décisive de Stefan Johansen (victoire, 2-3). Le 9 septembre 2022, il reçoit le prix du meilleur joueur du mois d'août 2022, après les votes des fans du club. Le 14 septembre 2022, il délivre une passe décisive à Christopher Willock à la 54e minute et une autre à Stefan Johansen à la 71e minute, permettant à son équipe de remporter le match face à Millwall FC (victoire, 0-2). Individuellement moins étincellant en deuxième partie de saison, il termine sa saison à la vingtième place du classement de la Championship.

### Carrière internationale
Natif de Belgique, Ilias Chair peut prétendre à la sélection belge, la sélection marocaine (par son père) et la sélection polonaise (par sa mère).
En 2009, alors qu'il évolue avec les U12 du Club Bruges KV, des scouts de la Fédération polonaise de football se rendent aux matchs d'Ilias Chair pour superviser sa qualité technique et son style de jeu. Il s'avère finalement que les scouts polonais aient rejeté leur intérêt à cause de la petite taille du joueur. La mère d'Ilias Chair, Michalina Karaskiewicz, déclare à propos de cette époque : « Je pense qu'il n'a pas été repris en sélection polonaise à cause de sa taille. Quand on regarde les joueurs sélectionnés dans les équipes de Pologne, ce sont souvent des joueurs de grande taille. ».
Quelques années plus tard, il reçoit son premier appel international pour représenter l'équipe belge U16.

#### Parcours junior avec le Maroc (2017-2019)

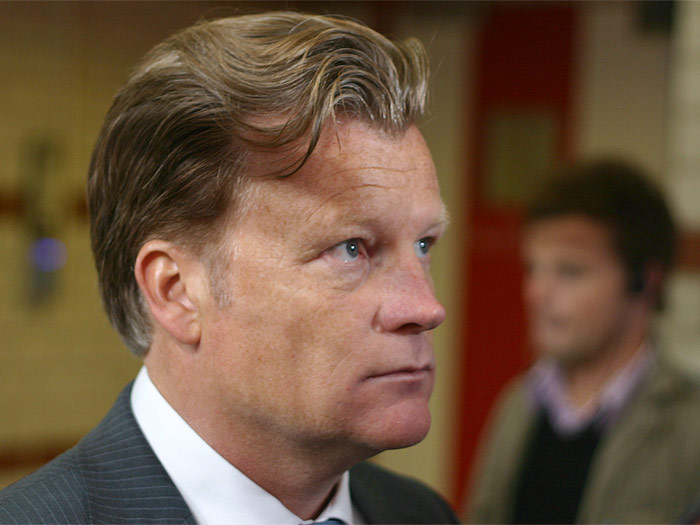
Mark Wotte lance Chair avec le Maroc -20 ans en 2017.

Le 24 mai 2017, Ilias Chair est sélectionné pour un stage de préparation qui a lieu à Rabat, lieu où il dispute plusieurs matchs amicaux avec l'équipe du Maroc -20 ans.
Le 23 mars 2018, il dispute son seul et unique match avec l'équipe du Maroc olympique sous Mark Wotte, lors d'un match amical contre le Sénégal olympique à Dakar (défaite, 1-0). Un an plus tard, il est convoqué par Patrice Beaumelle pour prendre part à un match de qualification à la CAN 2019 des U23 face à la République démocratique du Congo. Il est titularisé une fois avant de se voir battre par l'adversaire et éliminé des tours qualificatifs.
Le 18 août 2019, il est présélectionné par Patrice Beaumelle avec le Maroc olympique pour une double confrontation contre l'équipe du Mali olympique comptant pour les qualifications à la Coupe d'Afrique des moins de 23 ans.
Le 22 novembre 2019, lors d'une interview avec Talksport, Ilias Chair révèle avoir comme rêve d'évoluer aux côtés d'Adel Taarabt en sélection marocaine. Cependant, il ne ferme pas la porte à l'équipe de Belgique, son pays natal.

#### Premières minutes en A (depuis 2021)
Le 27 mai 2021, Ilias Chair est sélectionné par Vahid Halilhodžić en équipe du Maroc pour prendre part à deux matchs amicaux contre l'équipe du Ghana (8 juin 2021) et du Burkina Faso (12 juin 2021). Le 8 juin, il dispute ses premières minutes au Complexe sportif Moulay-Abdallah en sélection marocaine en entrant en jeu à la 76e minute à la place d'Adel Taarabt (victoire, 1-0). Le 12 juin 2021, il dispute son deuxième match international avec le Maroc en entrant en jeu à la 81e minute à la place d'Adel Taarabt, à l'occasion d'un match amical contre l'équipe du Burkina Faso (victoire, 1-0).
Le 26 août 2021, il figure officiellement sur la liste de Vahid Halilhodžić des joueurs sélectionnés avec équipe du Maroc pour les matchs de qualification à la Coupe du monde contre l'équipe du Soudan et de Guinée. Le 2 septembre 2021, il reçoit sa première titularisation en sélection nationale face au Soudan. Il délivre une passe décisive à la 10e minute à Nayef Aguerd, avant de marquer lui-même un but en dehors du carré adverse, déviée par la tête d'un joueur soudanais. Le but ne sera pas compté en sa faveur et il cède sa place à la 78e minute à Selim Amallah (victoire, 2-0). Le 6 octobre, il inscrit officiellement son premier but avec le Maroc sur une frappe lointaine face au Guinée-Bissau (victoire, 5-0).

#### Coupe d'Afrique 2021 et Coupe du monde 2022
Le 23 décembre 2021, il figure officiellement dans la liste des 28 joueurs sélectionnés de Vahid Halilhodžić pour la CAN 2022 au Cameroun. S'étant blessé en club à quelques jours de la CAN 2022, il arrive à Yaoundé blessé et manque les deux premiers matchs face au Ghana et aux Comores. Il retourne sur le terrain en étant titularisé lors du troisième match de poule face au Gabon. Il est sorti du terrain par son sélectionneur à la 31e minute pour donner place à Selim Amallah. Le Maroc termine sa poule avec deux victoires et un match nul.
Le 30 janvier 2022, le Maroc est éliminé en quarts de finale après une défaite de 2-1 dans les prolongations face à l'Égypte. Cependant, le joueur n'a fait aucune entrée en jeu après sa sortie en jeu face au Gabon.
Le 25 mai 2022, il est convoqué pour un match de préparation à la Coupe du monde 2022 face aux États-Unis ainsi que deux autres matchs qualificatifs à la CAN 2023 face à l'Afrique du Sud et au Liberia. Le 9 juin, il débute en tant que titulaire à l'occasion du premier match des éliminatoires de la Coupe d'Afrique 2023 face à l'Afrique du Sud et remporte difficilement le match sur le score de 2-1,,. Le 12 septembre 2022, il reçoit une convocation du nouveau sélectionneur du Maroc Walid Regragui pour un stage de préparation à la Coupe du monde 2022 à Barcelone et Séville pour deux confrontations amicaux, notamment face au Chili et au Paraguay,. Le 21 septembre 2022, un match amical de dernière minute (hors-FIFA) est organisé au Complexe sportif Mohammed VI à Rabat face à l'équipe de Madagascar et dans lequel il est titularisé (victoire, 1-0). Le 23 septembre 2022, il est mis sur le banc pendant 90 minutes face au Chili. Le 27 septembre 2022, à l'occasion du deuxième match de la trêve internationale face au Paraguay, il entre en jeu à la 84ème minute à la place de Hakim Ziyech au Stade Benito-Villamarín (match nul, 0-0).
Le 10 novembre 2022, il figure officiellement dans la liste des 26 joueurs sélectionnés par Walid Regragui pour prendre part à la Coupe du monde 2022 au Qatar. Lors des trois matchs de poule face à la Croatie (match nul, 0-0), la Belgique (victoire, 2-0) et le Canada (victoire, 2-1), il ne fait aucune entrée en jeu. Le Maroc est cependant qualifié en huitièmes de finale face à l'Espagne et tombe face au Portugal, face auquel les Marocains remportent le match sur le score de un à zéro. En demi-finale, les Marocains sont éliminés par la France sur le score de 2-0 et Ilias Chair connait sa première entrée en jeu à l'occasion du match de la troisième place face à la Croatie, disputant la deuxième mi-temps au Stade international de Khalifa (défaite, 2-1).
Le 20 décembre 2022, à l'occasion de son retour du Qatar, il est invité avec ses coéquipiers au Palais royal de Rabat par le roi Mohammed VI, le prince Hassan III et Moulay Rachid pour être officiellement décoré Ordre du Trône, héritant du grade officier,,,.

## Style de jeu
Pouvant évoluer en tant que milieu central comme milieu offensif, il est un joueur complet doté d'une très bonne vision de jeu que ce soit sur la dernière passe ou devant le but, une bonne science du placement, une aisance avec ses deux pieds, ainsi qu'une grande capacité de projection avec le ballon. Le joueur se dit fan du FC Barcelone, favorisant le jeu court et de jouer au ballon sur le terrain.
Le joueur est souvent comparé à Adel Taarabt grâce à ses origines, son style de jeu et son passage de longue durée chez les Queens Park Rangers FC. Cependant, le directeur du club anglais Les Ferdinand compare Ilias Chair à Peter Beardsley et décrit le Belgo-Marocain comme étant le joueur qui travaille le plus au fil d'un match : sens de la gravitée, contrôles de balles et passes.

## Statistiques

### Statistiques détaillées
| Saison                | Club                  | Championnat           | Championnat | Championnat | Championnat | Coupe nationale | Coupe nationale | Coupe nationale | Coupe de la Ligue | Coupe de la Ligue | Coupe de la Ligue | Compétition(s) continentale(s) | Compétition(s) continentale(s) | Compétition(s) continentale(s) | Compétition(s) continentale(s) | Maroc | Maroc | Maroc | Total | Total | Total |
| Saison                | Club                  | Division              | M.          | B.          | P.d.        | M.              | B.              | P.d.            | M.                | B.                | P.d.              | Comp.                          | M.                             | B.                             | P.d.                           | M.    | B.    | P.d.  | M.    | B.    | P.d.  |
| 2015-2016             | Lierse SK             | Proximus League       | 2           | 0           | 0           | -               | -               | -               | -                 | -                 | -                 | -                              | -                              | -                              | -                              | -     | -     | -     | 2     | 0     | 0     |
| Sous-total            | Sous-total            | Sous-total            | 2           | 0           | 0           | 0               | 0               | 0               | 0                 | 0                 | 0                 | -                              | 0                              | 0                              | 0                              | -     | -     | -     | 2     | 0     | 0     |
| 2017-2018             | Queens Park Rangers   | Championship          | 4           | 1           | 1           | 1               | 0               | 0               | 2                 | 0                 | 0                 | -                              | -                              | -                              | -                              | -     | -     | -     | 7     | 1     | 1     |
| 2018-2019             | Queens Park Rangers   | Championship          | 4           | 0           | 1           | 2               | 0               | 0               | 2                 | 0                 | 0                 | -                              | -                              | -                              | -                              | -     | -     | -     | 8     | 0     | 1     |
| 2018-2019             | Stevenage FC (prêt)   | League Two            | 16          | 6           | 6           | -               | -               | -               | -                 | -                 | -                 | -                              | -                              | -                              | -                              | -     | -     | -     | 16    | 6     | 6     |
| Sous-total            | Sous-total            | Sous-total            | 16          | 6           | 6           | 3               | 0               | 0               | 4                 | 0                 | 0                 | -                              | 0                              | 0                              | 0                              | -     | -     | -     | 23    | 6     | 6     |
| 2019-2020             | Queens Park Rangers   | Championship          | 41          | 4           | 6           | 2               | 0               | 1               | 2                 | 1                 | 0                 | -                              | -                              | -                              | -                              | -     | -     | -     | 45    | 5     | 7     |
| 2020-2021             | Queens Park Rangers   | Championship          | 45          | 8           | 4           | 1               | 0               | 0               | 1                 | 0                 | 1                 | -                              | -                              | -                              | -                              | 2     | 0     | 0     | 49    | 8     | 5     |
| 2021-2022             | Queens Park Rangers   | Championship          | 39          | 6           | 5           | 1               | 0               | 0               | 3                 | 0                 | 3                 | -                              | -                              | -                              | -                              | 7     | 1     | 1     | 50    | 7     | 9     |
| 2022-2023             | Queens Park Rangers   | Championship          | 40          | 5           | 6           | 1               | 0               | 0               | 1                 | 0                 | 0                 | -                              | -                              | -                              | -                              | 3     | 0     | 0     | 45    | 5     | 6     |
| 2023-2024             | Queens Park Rangers   | Championship          | 26          | 3           | 4           | -               | -               | -               | -                 | -                 | -                 | -                              | -                              | -                              | -                              | -     | -     | -     | 26    | 3     | 4     |
| Sous-total            | Sous-total            | Sous-total            | 191         | 30          | 21          | 5               | 0               | 1               | 7                 | 1                 | 4                 | -                              | 0                              | 0                              | 0                              | 12    | 1     | 1     | 215   | 32    | 27    |
| Total sur la carrière | Total sur la carrière | Total sur la carrière | 220         | 36          | 27          | 8               | 0               | 1               | 11                | 1                 | 4                 | -                              | 0                              | 0                              | 0                              | 12    | 1     | 1     | 251   | 38    | 33    |

### Buts internationaux
| Buts internationaux d'Ilias Chair | Buts internationaux d'Ilias Chair | Buts internationaux d'Ilias Chair              | Buts internationaux d'Ilias Chair | Buts internationaux d'Ilias Chair | Buts internationaux d'Ilias Chair | Buts internationaux d'Ilias Chair | Buts internationaux d'Ilias Chair | Buts internationaux d'Ilias Chair | Buts internationaux d'Ilias Chair |
| 0                                 | Date                              | Lieu                                           | Compétition                       | Résultat                          | Adversaire                        | Détail                            | Détail                            | Détail                            | Sél.                              |
| --------------------------------- | --------------------------------- | ---------------------------------------------- | --------------------------------- | --------------------------------- | --------------------------------- | --------------------------------- | --------------------------------- | --------------------------------- | --------------------------------- |
| 1er                               | 6 octobre 2021                    | Complexe sportif Moulay-Abdallah, Rabat, Maroc | Éliminatoires de la CDM 2022      | V 5-0                             | Guinée-Bissau                     | 49e                               | p. droit                          | 3-0                               | 4e                                |

## Palmarès

### Distinctions individuelles
- 2021 : Vainqueur du prix plus beau but Championship du mois de novembre 2021[38]
- 2022 : Vainqueur du PFA Award du mois d'août[39]
- 2022 : Vainqueur du prix Lion belge meilleur joueur à l'etranger

## Décorations
- Officier de l'ordre du Trône — Le 20 décembre 2022, il est décoré officier de l'ordre du Wissam al-Arch[40] — ordre du Trône[41] — par le roi Mohammed VI au Palais royal de Rabat.

## Vie privée
Ilias Chair s'exprime en néerlandais, en français, en anglais.et parle couramment l'arabe marocain.[réf. nécessaire]